# New York Liberty
De New York Liberty is een Amerikaanse basketbal-vrouwenploeg uit New York die meedraait in de WNBA (Women's National Basketball Association).
De ploeg behoort tot de acht teams die al vanaf het begin van de WNBA meedoen (vanaf 1997). Van die acht zijn ze ook een van de meest succesvolle teams. Hun naam komt van het Vrijheidsbeeld (Statue of Liberty). De ploeg is 1 keer kampioen van WNBA geworden.
De mannelijke tegenhanger van de ploeg is de Brooklyn Nets. New York Liberty speelt net als de Brooklyn Nets in het Barclays Center.

## Erelijst
Conference Championships:
- 1997 Eastern Conference Champions
- 1999 Eastern Conference Champions
- 2000 Eastern Conference Champions
- 2002 Eastern Conference Champions
- 2015 Eastern Conference Champions
- 2016 Eastern Conference Champions
- 2017 Eastern Conference Champions
- 2023 Eastern Conference Champions
- 2024 Eastern Conference Champions

WNBA Championships:
- 2024 WNBA Champions

WNBA Commissioner's Cup:
- 2023 WNBA Commissioner's Cup

## Bekende (oud)-coaches
- Sandy Brondello
- Anne Donovan
- Bill Laimbeer
- Katie Smith

## Bekende (oud)-spelers
- Tina Charles
- Becky Hammon
- Sabrina Ionescu
- DeLisha Milton-Jones
- Katie Smith
- Breanna Stewart
- Courtney Vandersloot
- Ann Wauters
- Edwige Lawson-Wade
- Anna Cruz
- Teresa Weatherspoon